# En concert (album d'Alizée)
Pour les articles homonymes, voir En concert.
Albums de Alizée
Mes courants électriques Psychédélices
En concert est le premier album live de la chanteuse Alizée, paru le 18 octobre 2004. Il reprend les titres des deux premiers albums de la chanteuse, Gourmandises et Mes courants électriques, interprétés lors de la tournée d'Alizée, entre août 2003 et janvier 2004.
Une version filmée du concert est également éditée, dans laquelle figurent deux chansons supplémentaires, L'e-mail a des ailes et J'ai pas vingt ans !.
Le 15 mai 2020, une version remasterisée de l’album est sortie en téléchargement légal et streaming par Requiem Publishing avec la chanson L’e-mail a des ailes.
Le 4 juillet 2025, à l’occasion des 25 ans de Moi... Lolita, l’album est édité pour la première fois en double vinyle chez Baskia Productions. Pour la première fois, cette édition comprend l’ensemble des chansons interprété lors de la tournée.

## Contexte, développement et promotion
Les renseignements fournis par Universal Music Group (France)
Le 26 août 2003, Alizée commence sa tournée par son premier Olympia, avant de sillonner les routes de France, de Belgique et de Suisse. Elle achève cette série de concerts en janvier 2004 dans un Zénith de Paris complet et conquis par sa dimension scénique. Quelques mois plus tard sortent un album et un DVD live, Alizée en Concert, qui se classe numéro 1 des ventes de DVD musicaux et permet à la jeune chanteuse de se faire connaître au Mexique où elle jouit d’un véritable statut de star (étant invitée à plusieurs reprises dans ce pays). Cet album live marque la fin de la collaboration avec le duo Mylène Farmer / Laurent Boutonnat, rupture de contrat décidée par Mylène Farmer afin de permettre à Alizée de voler de ses propres ailes en tant que chanteuse. Restant toujours discrète concernant sa vie privée (malgré l’assiduité des photographes), Alizée donne naissance à sa fille Annily le 29 avril 2005.

## Liste des titres

### Version 2004
| No  | Titre            | Durée |
| --- | ---------------- | ----- |
| 1.  | Intralizée       | 1:48  |
| 2.  | L'Alizé          | 4:40  |
| 3.  | Hey! Amigo!      | 3:53  |
| 4.  | Toc de Mac       | 4:27  |
| 5.  | J'en ai marre !  | 5:44  |
| 6.  | Lui ou toi       | 4:18  |
| 7.  | Gourmandises     | 4:23  |
| 8.  | Mon maquis       | 4:52  |
| 9.  | J.B.G.           | 3:28  |
| 10. | Moi... Lolita    | 5:50  |
| 11. | Amélie m'a dit   | 3:51  |
| 12. | Parler tout bas  | 5:19  |
| 13. | C'est trop tard  | 4:21  |
| 14. | Youpidou         | 4:15  |
| 15. | Tempête          | 4:43  |
| 16. | À contre-courant | 7:27  |

### Édition mexicaine (2007)
- CD

| No  | Titre            | Durée |
| --- | ---------------- | ----- |
| 1.  | Intralizée       | 1:48  |
| 2.  | L'Alizé          | 4:40  |
| 3.  | Hey! Amigo!      | 3:53  |
| 4.  | Toc de Mac       | 4:27  |
| 5.  | J'en ai marre !  | 5:44  |
| 6.  | Lui ou toi       | 4:18  |
| 7.  | Gourmandises     | 4:23  |
| 8.  | Mon maquis       | 4:52  |
| 9.  | J.B.G.           | 3:28  |
| 10. | Moi... Lolita    | 5:50  |
| 11. | Amélie m'a dit   | 3:51  |
| 12. | Parler tout bas  | 5:19  |
| 13. | C'est trop tard  | 4:21  |
| 14. | Youpidou         | 4:15  |
| 15. | Tempête          | 4:43  |
| 16. | À contre-courant | 7:27  |

- DVD

| No  | Titre                                | Durée |
| --- | ------------------------------------ | ----- |
| 1.  | Intralizée                           | 1:49  |
| 2.  | L'Alizé                              | 4:40  |
| 3.  | Hey ! Amigo !                        | 3:53  |
| 4.  | Toc de Mac                           | 4:28  |
| 5.  | J'en ai marre !                      | 6:01  |
| 6.  | Lui ou toi                           | 4:22  |
| 7.  | Gourmandises                         | 4:24  |
| 8.  | L’E-mail a des ailes                 | 4:06  |
| 9.  | Mon maquis                           | 4:56  |
| 10. | J.B.G.                               | 3:32  |
| 11. | Moi... Lolita                        | 7:26  |
| 12. | Amélie m'a dit                       | 3:54  |
| 13. | Parler tout bas                      | 5:23  |
| 14. | C'est trop tard                      | 4:27  |
| 15. | Youpidou                             | 4:18  |
| 16. | Tempête                              | 4:42  |
| 17. | À contre-courant                     | 7:19  |
| 18. | J’ai pas vingt ans                   | 4:44  |
| 19. | Amélie M’a Dit (clip)                |       |
| 20. | En Répétition…                       |       |
| 21. | Alizée Au Japon                      |       |
| 22. | Sur Le Tournage De “L’Alizé”         |       |
| 23. | Sur Le Tournage De “J’en Ai Marre !” |       |
| 24. | Spots “Alizée En Concert”            |       |

### Edition remasterisée (2020)
Une version remasterisée est proposée le 14 mai 2020 avec un nouveau titre.
| No  | Titre                         | Durée |
| --- | ----------------------------- | ----- |
| 1.  | Intralizée                    | 1:49  |
| 2.  | L'Alizé                       | 4:40  |
| 3.  | Hey ! Amigo !                 | 3:53  |
| 4.  | Toc de Mac                    | 4:28  |
| 5.  | J'en ai marre !               | 6:01  |
| 6.  | Lui ou toi                    | 4:22  |
| 7.  | Gourmandises                  | 4:24  |
| 8.  | L’E-mail a des ailes (inédit) | 4:06  |
| 9.  | Mon maquis                    | 4:56  |
| 10. | J.B.G.                        | 3:32  |
| 11. | Moi... Lolita                 | 7:26  |
| 12. | Amélie m'a dit                | 3:54  |
| 13. | Parler tout bas               | 5:23  |
| 14. | C'est trop tard               | 4:27  |
| 15. | Youpidou                      | 4:18  |
| 16. | Tempête                       | 4:42  |
| 17. | À contre-courant              | 7:19  |

### Édition double vinyle (2025)
À l’occasion des 25 ans de Moi... Lolita,, Baskia Productions édite pour la première fois le concert en double vinyle dans sa version intégrale incluant L'e-mail a des ailes et J'ai pas vingt ans.
| No  | Titre                         | Durée |
| --- | ----------------------------- | ----- |
| 1.  | Intralizée                    | 1:49  |
| 2.  | L'Alizé                       | 4:40  |
| 3.  | Hey ! Amigo !                 | 3:53  |
| 4.  | Toc de Mac                    | 4:28  |
| 5.  | J'en ai marre !               | 6:01  |
| 6.  | Lui ou toi                    | 4:22  |
| 7.  | Gourmandises                  | 4:24  |
| 8.  | L’E-mail a des ailes (inédit) | 4:06  |
| 9.  | Mon maquis                    | 4:56  |
| 10. | J.B.G.                        | 3:32  |
| 11. | Moi... Lolita                 | 7:26  |
| 12. | Amélie m'a dit                | 3:54  |
| 13. | Parler tout bas               | 5:23  |
| 14. | C'est trop tard               | 4:27  |
| 15. | Youpidou                      | 4:18  |
| 16. | Tempête                       | 4:42  |
| 17. | À contre-courant              | 7:19  |
| 18. | J’ai pas vingt ans (inédit)   | 4:44  |

## Crédits
- Direction Musicale : Loïc Pontieux
- Basses : Philippe Chayeb
- Batteries : Loïc Pontieux
- Guitares : Gil Gimenez et Olivier Marly
- Claviers : Jean-Philippe Schevingt et Jean-Marie Negozio
- Chœurs : Valérie Belinga et Brenda Della Valle
- Production du Spectacle : Thierry Suc pour TS3
- Costumes : Courrèges
- Prise de son : Stéphane Plisson
- Mixage Album : Jerôme Devoise

Mixé au Studio GUILLAUME TELL à Paris